# Heinz Eberhardt
Heinz Günter Eberhardt (* 15. September 1950 in Göppingen; † 20. Oktober 2005 ebenda) war ein deutscher Grafiker.

## Leben und Werk
Eberhardt studierte nach dem Besuch von Grundschule und Gymnasium an der Staatlichen Akademie der Bildenden Künste Stuttgart von 1971 bis 1976, Freie Graphik bei Gunter Böhmer und Malerei bei Hans Gottfried von Stockhausen.
Sein Werk umfasst überwiegend Radierungen und Zeichnungen, zudem – in seinem frühen Schaffen – Lithographien, Linol- und Holzschnitte. In seinen Arbeiten widmet er sich der Darstellung von Landschaften und Stadtbildern (Prag), von Pflanzen und Tieren. Auch Themen aus der Literatur setzte er graphisch um (Der Prozess, Franz Kafka) und zu einem wichtigen Sujet wurden für ihn Porträts und Selbstporträts. Akribische Wahrnehmung und strengste handwerkliche Ansprüche prägen sein künstlerisches Werk. Das galt auch für den Druck, den er für alle seine graphischen Arbeiten selbst, mit ungemeiner Erfahrung und mit Leidenschaft ausführte. Seine Leitbilder sah er in Rembrandt van Rijn, Herkules Seghers, Charles Meryon, Alfred Hrdlicka und Horst Janssen.

## Auszeichnungen
- 1974 erhielt er beim Jugendpreis der Künstlergilde Ulm den 3. Preis
- 1975 beim Wettbewerb der Staatlichen Akademie der Bildenden Künste Stuttgart den 1. Preis.

## Ausstellungen
- 1968: Göppingen, Kulturamt, Sammelausstellung Junger Göppinger Künstler, Stadthalle, Beteiligung, 30. Juni – 14. Juli 1968
- 1972: Verkaufsausstellung von Arbeiten Studierender, Staatliche Akademie der Bildenden Künste Stuttgart, Aula Altbau, Dezember 1972, Beteiligung[1]
- 1974: Künstlergilde Ulm, Jugendpreis, Obere Stube, Beteiligung, 1/1974 (3. Preis)
- 1974: Amerikahaus Stuttgart, Beteiligung
- 1974: Kunstgalerie Esslingen (Ralf Jentsch), 3. November – 1. Dezember 1974,
- 1975: Künstlergilde Ulm, Obere Stube, 1/1975
- 1975: Singen, Beteiligung
- 1975: Staatliche Akademie der Bildenden Künste Stuttgart, Akademiewettbewerb, Beteiligung, 12/1975 (1. Preis)
- 1978: Kunstverein Reutlingen, Hans-Thoma-Gesellschaft Reutlingen, 24. November – 20. Dezember 1978[2]
- 1982: Württembergische Staatsgalerie Stuttgart, Beteiligung
- 1986: Kunstkreis 83 Leinfelden-Echterdingen, Filderhalle 13. April – 27. April 1986
- 1989: Kloster Einsiedeln, Großer Saal, Die Raben, Radierungen, 7. Juni – 9. Jli 1989
- 1993/94: Städtische Galerie Albstadt, 28. November 1993 – 16. Januar 1994